# Siehe, es hat überwunden der Löwe
Siehe, es hat überwunden der Löwe (en español, He aquí, el león ha triunfado), TWV 1:1328, BWV 219, es una cantata de iglesia de Georg Philipp Telemann, escrita para Michaelmas en 1723. Anteriormente, la cantata fue acreditada a Johann Sebastian Bach.

## Historia y texto
La cantata se representó en Hamburgo en 1723 y nuevamente en 1728.
El texto es de Erdmann Neumeister.

## Partitura y estructura
La obra tiene partitura para soprano, alto y bajo solistas, coro de cuatro partes, dos trompetass, dos violines, viola y bajo continuo.
Consta de cinco movimientos:
1. Coro: Siehe, es hat überwunden der Löwe
2. Aria (bajo): Gott stürzt den Hochmut des wütenden Drachen
3. Recitativo (soprano): Mensch, willt du nicht dein Heil verscherzen
4. Aria (alto): Wenn in meinen letzten Zügen Sünd' und Satan mich
5. Coral: Lass deine Kirch' und unser Land

## Grabaciones
- Alsfelder Vokalensemble / Steintor Barock Bremen, Wolfgang Helbich. The Apocryphal Bach Cantatas. CPO, 1991.